# Елеонора Доротея фон Анхалт-Десау
Елеонора Доротея фон Анхалт-Десау (на немски: Eleonore Dorothea von Anhalt-Dessau; * 16 февруари 1602, Десау; † 26 декември 1664, Ваймар) от род Аскани, е принцеса от Анхалт-Десау и чрез женитба херцогиня на Саксония-Ваймар.

## Живот
Дъщеря е на княз Йохан Георг I от Анхалт-Десау (1567 – 1618) и втората му съпруга Доротея (1581 – 1631), дъщеря на пфалцграф Йохан Казимир фон Зимерн.
Елеонора Доротея се омъжва на 23 май 1625 г. във Ваймар за братовчед си херцог Вилхелм от Саксония-Ваймар (1598 – 1662) от Ернестингските Ветини.
Тя е погребана първо в капелата на дворцовата църква във Ваймар, през 1824 г. е преместена в новата княжеска гробница във Ваймар.

## Деца
Елеонора Доротея и Вилхелм имат девет деца:
- Вилхелм (*/† 1626), наследствен принц
- Йохан Ернст II (1627 – 1683), херцог на Саксония-Ваймар

∞ 1656 принцеса Кристина Елизабет фон Холщайн-Зондербург (1638 – 1679)
- Йохан Вилхелм (1630 – 1639)
- Адолф Вилхелм (1632 – 1668), херцог на Саксония-Айзенах

∞ 1663 принцеса Мария Елизабет фон Брауншвайг-Волфенбютел (1638 – 1687)
- Йохан Георг I (1634 – 1686), херцог на Саксония-Марксул и по-късно на Саксония-Айзенах

∞ 1661 графиня Йоханета фон Сайн-Витгенщайн (1626 – 1701)
- Вилхелмина Елеонора (1636 – 1653)
- Бернхард (1638 – 1678), херцог на Саксония-Йена

∞ 1662 принцеса Мари Шарлота de La Trémoille (1632 – 1682)
- Фридрих (1640 – 1656)
- Доротея Мария (1641 – 1675)

∞ 1656 херцог Мориц фон Саксония-Цайц (1619 – 1681)